# 統一旗
統一旗（とういつき）あるいは朝鮮半島旗（ちょうせんはんとうき）は、朝鮮の国家統一を象徴して、大韓民国（韓国）と朝鮮民主主義人民共和国（北朝鮮）が、スポーツ大会で単一「コリア」チームを形成する際等、共同で活動する際に用いられる旗。
白地の中央に空色の朝鮮半島と済州島を描き、軍事境界線なき朝鮮を表したデザインとなっているが、詳細についてはいくつかバリエーションがある（後述）。

## 沿革
統一旗は、朝鮮半島の南北両国がスポーツを通じた交流を進める過程で誕生した。
朝鮮と同様の分断国家であるドイツが、1956年のコルチナ・ダンペッツオオリンピックから東西ドイツの統一選手団を派遣し始めた。これに触発された両国は1964年の東京オリンピックにおいて単一チームを構成するため、1963年にスイスのローザンヌで南北体育会談を開催し、統一選手団の団旗と団歌の制定を目指して議論した。その際、北朝鮮側が「朝鮮半島の中心にオリンピックシンボルを配した旗」を団旗の案として提示したが、この時は団歌に「アリラン」、団旗に「オリンピックシンボルの下に英語でKOREAと表示した旗」を用いることで両者が合意した。最も、最終的には単一チームの構成につながらなかったので、団旗も幻のものとなっている。その後、両国は第35回世界卓球選手権（1979年）、ロサンゼルスオリンピック（1984年）、及びソウルオリンピック（1988年）の際にも、南北両国は単一チーム構成のための南北体育会談を開催したが、成果はなかった。
このような流れを受け、南北両国は1990年の北京アジア競技大会で単一チームを構成すべく、1989年に再び南北体育会談を開いたが、その際に団旗制定問題が議論となった。そのため、南北両国は折衷を繰り返した末、白地の中央に空色の朝鮮半島地図を描いた旗を正式な単一旗として制定することを決定し、「朝鮮半島旗（統一旗）」を応援旗として使うこととなった。統一旗は定まったものの、北京アジア大会では、単一チームの構成には失敗した。
1991年に日本・千葉県で開催された第41回世界卓球選手権において、国際卓球連盟会長（当時）・荻村伊智朗の働きかけで韓国と北朝鮮の代表が「統一コリア」チームを結成したため、その際に「コリア」代表旗として初めて公式に掲揚された。その後は、南北関係の影響から、統一旗は公式に掲揚される機会に恵まれなかった。
しかし、2000年6月の南北首脳会談で「南北共同宣言」が発表されたのを契機とし、同年9月のシドニーオリンピック開会式で韓国と北朝鮮の選手団が共同入場を行なった際に、再び掲揚されて国際的な注目を集めた。以来、統一旗は、スポーツ大会などで韓国・北朝鮮両代表団が「コリア」チームとして共同活動を行う際に掲げられる他、両代表を応援する際などにも頻繁に使用されるようになっている。

## バリエーション
統一旗には厳密な制作基準が無く、「白い下地に空色の朝鮮半島と済州島」という基本的な原則にのみ基づいて制作されてきた。そのため、鬱陵島や竹島（朝鮮名「独島」）の有無、朝鮮の大きさなどは慣例的に独自の判断で決められており、統一旗はこれまでに幾種類かのバリエーションが存在している。
このことは、2006年2月開催のトリノオリンピック組織委員会が大韓オリンピック委員会に旗の制作基準を確認した際に判明したものである。韓国政府は旗の横縦の比率や地図の大きさなど、細部の制作基準について北朝鮮と合意させる意向を持っている。

朝鮮半島と 済州島
朝鮮半島と済州島と鬱陵島、記事冒頭にある画像はこれ。
朝鮮半島と済州島と鬱陵島と竹島

## 統一旗が公式に使用された機会
| 開催年月       | 大会                          | 開催地     | 済州島 | 鬱陵島 | 竹島 | 備考                           |
| -------------- | ----------------------------- | ---------- | ------ | ------ | ---- | ------------------------------ |
| 1990年10月     | 1990年アジア競技大会          | 北京       | Yes    | No     | No   |                                |
| 1991年3月      | 1991年世界卓球選手権          | 千葉       | Yes    | No     | No   |                                |
| 1991年5月      | 1991 FIFAワールドユース選手権 | リスボン   | Yes    | No     | No   | U-20サッカーコリア代表を参照。 |
| 2002年9月-10月 | 2002年アジア競技大会          | 釜山       | Yes    | Yes    | No   |                                |
| 2003年1月-2月  | 2003年アジア冬季競技大会      | 青森       | Yes    | Yes    | Yes  | 開会式の合同入場時のみ使用     |
| 2018年2月      | 2018年平昌オリンピック        | 平昌       | Yes    | No     | No   | 南北合同チームで使用           |
| 2018年8月      | 2018年アジア競技大会          | ジャカルタ | Yes    | No     | No   | 南北合同チームで使用           |

| 凡例 | Yes | ：記載あり | No | ：なし |

開会式の合同入場時のみ使用した大会
- 2000年9月-10月：シドニーオリンピック
- 2003年：第22回ユニバーシアード夏季大会（大韓民国・大邱）
- 2004年8月：アテネオリンピック
- 2006年2月：トリノオリンピック
- 2006年12月：第15回アジア競技大会（カタール・ドーハ）

その他
- 2007年5月17日：南北連結鉄道試運転（汶山駅にて。)